# Broërius Broes

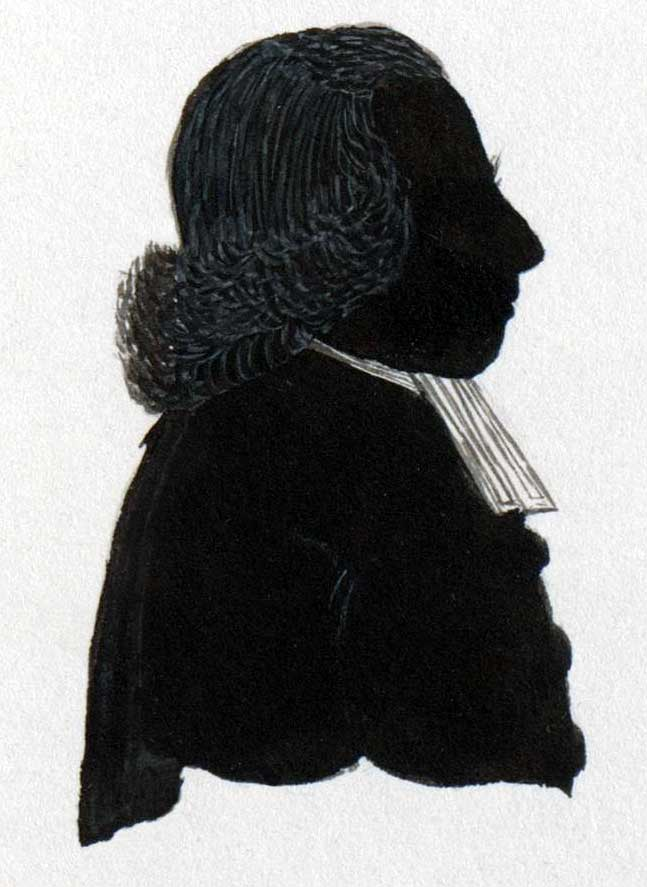
Silhouette von Broërius Broes

Broërius Broes auch: Brouërius Broes (* August 1757 in Velp bei Arnheim; † 24. Februar 1799 in Leiden) war ein niederländischer reformierter Theologe.

## Leben
Der Sohn des Pfarrers Petrus Broes (1726–1797) und dessen Frau Johanna Brouwer, hatte den Vornamen seines Großvaters, dem promovierten Pfarrer in Amsterdam Broërius Brouwer, bei seiner Taufe am 28. August 1757 erhalten. Seine Bildung erlangte er am Athenaeum Illustre Amsterdam und an der Universität Leiden. Vor allem Petrus Curtenius (1716–1789) und Hermannus Scholten wurden in jener Phase seine prägenden Lehrer. Am 7. Juni 1779 wurde er Kandidat des Predigtamtes in Amsterdam und im selben Jahr am 17. Juni als Pfarrer nach Vuren und Dalem berufen. Daraufhin legte er am 4. August des Jahres sein theologisches Examen ab und trat am 29 desgleichen Monats das ihm übertragene Pfarramt mit einer Predigt über den 2. Brief des Paulus an Timotheus Kapitel 2, Vers1-7 an. Als Nachfolger von Jona Willem te Water wurde er am 2. April 1780 zum Pfarrer nach Vlissingen berufen.
Nachdem er Vuren am 2. Juli des Jahres seine Abschiedspredigt gehalten hatte, übernahm er das neue Pfarramt in Vlissingen am 23. Juli 1780 mit einer Predigt über den 1. Brief des Paulus an die Korinther Kapitel 2, Vers 2. Die neue Gemeinde nahm ihn als Pfarrer mit einem großen Zulauf auf. Er fühlte sich sehr wohl in Vlissingen, denn im Januar 1782 lehnte er eine Berufung als Gymnasialprofessor an die Illustre Schule in Deventer ab. Doch als er am 21. Februar 1784 von den Kuratoren der Universität Leiden eine Berufung als Professor der Theologie erhielt, konnte er dem Angebot nicht widerstehen und hielt in Vlissingen seine Abschiedspredigt über das Buch Kohelet des Königs Salomo Kapitel 12. Vers 13-14. Nachdem er durch den Senat der Hochschule am 8. Juni 1784 das Ehrendoktorat der Theologie erhalten hatte, übernahm er am 14. Juni des genannten Jahres mit der Rede de Literarum Sacrarum studio, praecipue Theologi munere das ihm übertragene Amt.
In Leiden beteiligte er sich auch an den organisatorischen Aufgaben der Hochschule. Nachdem er wegen seiner patriotische liberalen Gesinnung 1788 von der Aufgabe entbunden wurde die Leitung der Hochschule zu führen, wurde er schließlich 1792/93 Rektor der Alma Mater. Bei der Niederlegung des Amtes sprach er die ungedruckte Rede de praecipuis orationibus Jesu virtutibus. Broes der auch mit Jacobus Bellamy in Kontakt gestanden hatte, machte sich als Dichter von niederländischen und lateinischen Versen einen Namen. Er war Mitglied der Dichtergesellschaft in Den Haag (1773 Anwärter, 1774 außerordentliches Mitglied, 1785 Honorarmitglied) und am 4. September 1784 wurde er Mitglied der Zeeländischen Gesellschaft der Wissenschaften in Vlissingen (Zeeuwsch Genootschap der Wetenschappen te Vlissingen). Am 5. Januar 1799 hatten ihm die Kuratoren die Professur der Auslegung des Neuen Testaments übertragen, jedoch starb er im Folgemonat.

## Werke
- Institutiones theologicae theoreticae, tam elencticae, quam theticae. 1788.
- Leerredenen, over Ps. XV:4. Leiden 1791.
- Nader berigt aan de Hervormde kerk van Nederland, behelzende nadere verklaaringen van eenige uitdrukkingen voor het 1ste stukje der Catech. Leerredenen van Professor Curtenius, geschikt tot eene Voorrede voor het 2de stukje. Hierbij is gevoegd de Voorrede van het 1ste stukje en de Bekendmaking in de Boekzaal van October 1790. Amsterdam 1791.
- Eerbied voor godsvrucht. Philipp. I:12-14. Leiden 1795.
- Over Paulus banden. Philipp. I:20. Leiden 1795.
- Brief aan mijne landgenooten, die tot andere christelijke genootschappen behooren. 1796.
- Paulus de rechtschapen bezorger van Christus eer. Jehovah's welgevallen aan den weg des rechtvaardige. Leerrede over Ps. 1:6a. Leiden 1797.
- Aanmerkingen over het evangelie van Mattheus. Leiden 1798, 11. Teile.

Herausgeberschaft
- Leerredenen over den Heidelbergschen catechismus. van Petrus Curtenius. 1790 (earlydutchbooksonline.nl).